# Scala & Kolacny Brothers (album)
Scala & Kolacny Brothers è il nono album in studio del gruppo musicale belga omonimo, pubblicato il 15 marzo 2011 negli Stati Uniti d'America e il 6 giugno dello stesso anno nel Regno Unito. Il 12 dicembre dello stesso anno inoltre fu pubblicata una riedizione dell'album, contenente due cover del gruppo musicale britannico Coldplay.

## Il disco
Contiene dieci cover di vari artisti (di cui due registrate dal vivo nel 2002) con l'aggiunta di tre brani composti da Steven Kolacny: Our Last Fight, Seashell e Masquerade (Of Fools)

## Tracce
1. Nothing Else Matters – 5:11 – originariamente interpretata dai Metallica
2. Solsbury Hill – 4:09 – originariamente interpretata da Peter Gabriel
3. Champagne Supernova – 7:05 – originariamente interpretata dagli Oasis
4. Ironic – 4:19 – originariamente interpretata da Alanis Morissette
5. With or Without You (String Version) – 5:48 – originariamente interpretata dagli U2
6. Everlong – 3:43 – originariamente interpretata dai Foo Fighters
7. I Feel You – 3:41 – originariamente interpretata dai Depeche Mode
8. Use Somebody – 3:39 – originariamente interpretata dai Kings of Leon
9. Our Last Fight – 4:09
10. Seashell – 3:25
11. Masquerade (Of Fools) – 3:39
12. Creep (Live) – 4:43 – originariamente interpretata dai Radiohead
13. Smells Like Teen Spirit (Live) – 4:37 – originariamente interpretata dai Nirvana

Tracce bonus nell'edizione britannica
1. Yellow – 4:07 – originariamente interpretata dai Coldplay
2. Viva la vida – 4:48 – originariamente interpretata dai Coldplay

## Classifiche
| Classifica (2011) | Posizione massima |
| ----------------- | ----------------- |
| Italia            | 27                |